# Liste der Monuments historiques in Plouvara
Die Liste der Monuments historiques in Plouvara führt die Monuments historiques in der französischen Gemeinde Plouvara auf.

## Liste der Bauwerke
| Bezeichnung             | Beschreibung | Standort | Kennzeichnung | Schutzstatus | Datum | Bild |
| ----------------------- | ------------ | -------- | ------------- | ------------ | ----- | ---- |
| Menhir von Pré de Camet | Neolithikum  | (Lage)   | PA00089520    | Classé       | 1964  |      |

## Liste der Objekte
- Monuments historiques (Objekte) in Plouvara in der Base Palissy des französischen Kultusministeriums